# Selecció femenina de futbol de Romania
La selecció femenina de futbol de Romania representa a Romania a les competicions futbolístiques femenines internacionals de seleccions. Va ser creada al 1990, després de l'arribada de la democràcia al pais. Actualment ocupa la 36ª posició al Ranking FIFA, i fins ara no ha aconseguir classificar-se per a ninguna fase final.
A la classificació per a l'Eurocopa 2017 es va classificar per al repechage per primera vegada. El va perdre contra Portugal a la pròrroga.

## Històric
| Primer partit                       | Romania 4-1 Moldàvia (10/09/1990)  |                                   |                                   |
| Majors victòries                    | Romania 10-0 Estònia (26/08/2000)  | Romania 10-0 Croàcia (02/10/2004) |                                   |
| Majors derrotes                     | Dinamarca 8-0 Romania (10/10/1995) | Suècia 8-0 Romania (15/10/1995)   | Islàndia 8-0 Romania (30/09/2000) |
| Millor resultat al Mundial          |                                    |                                   |                                   |
| Millor resultat als Jocs Olímpics   |                                    |                                   |                                   |
| Millor resultat a l'Eurocopa        |                                    |                                   |                                   |
| Millor posició al Ranking FIFA      | 31ª (2006)                         |                                   |                                   |
| Pitjor posició al Ranking FIFA      | 41ª (2015)                         |                                   |                                   |
| Jogadora amb més internacionalitats |                                    |                                   |                                   |
| Jogadora amb més gols               |                                    |                                   |                                   |

| JOCS OLÍMPICS | JOCS OLÍMPICS    | JOCS OLÍMPICS | JOCS OLÍMPICS    | JOCS OLÍMPICS    | JOCS OLÍMPICS   | JOCS OLÍMPICS | JOCS OLÍMPICS  | JOCS OLÍMPICS | JOCS OLÍMPICS |
| Edició        | Classificació    | Classificació | Fase final       | Fase final       | Fase final      | Fase final    | Fase final     |               |               |
| Edició        | Fase regular     | Play-offs     | Setzens de final | Vuitens de final | Quarts de final | Semifinals    | Final / Bronze |               |               |
| ------------- | ---------------- | ------------- | ---------------- | ---------------- | --------------- | ------------- | -------------- | ------------- | ------------- |
| 1996          | Mundial 1995     |               |                  |                  |                 |               |                |               |               |
| 2000          | Mundial 1999     |               |                  |                  |                 |               |                |               |               |
| 2004          | Mundial 2003     |               |                  |                  |                 |               |                |               |               |
| 2008          | Mundial 2007     |               |                  |                  |                 |               |                |               |               |
| 2012          | Mundial 2011     |               |                  |                  |                 |               |                |               |               |
| 2016          | Mundial 2015     |               |                  |                  |                 |               |                |               |               |
| MUNDIAL       |                  |               |                  |                  |                 |               |                |               |               |
| Edició        | Classificació    | Classificació | Fase final       | Fase final       | Fase final      | Fase final    | Fase final     |               |               |
| Edició        | Fase regular     | Play-offs     | Setzens de final | Vuitens de final | Quarts de final | Semifinals    | Final / Bronze |               |               |
| 1991          | Eurocopa 1991    |               |                  |                  |                 |               |                |               |               |
| 1995          | Eurocopa 1995    |               |                  |                  |                 |               |                |               |               |
| 1999          | Segona Divisió   |               |                  |                  |                 |               |                |               |               |
| 2003          | Segona Divisió   |               |                  |                  |                 |               |                |               |               |
| 2007          | Segona Divisió   |               |                  |                  |                 |               |                |               |               |
| 2011          | Ucraïna ¹        |               |                  |                  |                 |               |                |               |               |
| 2015          | Itàlia ¹         |               |                  |                  |                 |               |                |               |               |
| EUROCOPA      |                  |               |                  |                  |                 |               |                |               |               |
| Edició        | Classificació    | Classificació | Fase final       | Fase final       | Fase final      | Fase final    | Fase final     |               |               |
| Edició        | Fase regular     | Play-offs     | Setzens de final | Vuitens de final | Quarts de final | Semifinals    | Final / Bronze |               |               |
| 1984          | No existia       |               |                  |                  |                 |               |                |               |               |
| 1987          | No existia       |               |                  |                  |                 |               |                |               |               |
| 1989          | No existia       |               |                  |                  |                 |               |                |               |               |
| 1991          | No va participar |               |                  |                  |                 |               |                |               |               |
| 1993          | Països Baixos ¹  |               |                  |                  |                 |               |                |               |               |
| 1995          | Rússia ¹         |               |                  |                  |                 |               |                |               |               |
| 1997          | Segona Divisió   |               |                  |                  |                 |               |                |               |               |
| 2001          | Segona Divisió   |               |                  |                  |                 |               |                |               |               |
| 2005          | Segona Divisió   |               |                  |                  |                 |               |                |               |               |
| 2009          | Irlanda ¹        |               |                  |                  |                 |               |                |               |               |
| 2013          | Espanya ¹        |               |                  |                  |                 |               |                |               |               |
| 2017          | Ucraïna ¹        | Portugal      |                  |                  |                 |               |                |               |               |

- ¹ Fase de grups. Selecció eliminada mitjor possicionada en cas de classificació, o selecció classifica pitjor possicionada en cas d'eliminació.